# Берхин, Ефим Борисович
Ефи́м Бори́сович Берхин (род. 11 октября 1921, деревня Татарск, Смоленская область — 2009) — советский учёный, исследователь в области фармакологии и физиологии почки. Доктор медицинских наук (1959), профессор (1961), первый заведующий кафедрой фармакологии АГМИ (1956—1983).

## Биография
Ефим Борисович Берхин родился в 1921 году в деревне Татарск Смоленской области.
Обучался в Крымском медицинском институте, окончил его в 1943 году в годы эвакуации этого вуза в город Кызыл-Орда (Казахская ССР). В 1944 году командирован в освобождённый Крым в составе санитарной инспекции. В 1945 году поступил в аспирантуру кафедры фармакологии Крымского мединститута, закончил её с защитой кандидатской диссертации (1948), после чего направлен ассистентом в Чкаловский мединститут (Оренбург). В 1954 году ему присвоено звание доцента.
Возглавляя кафедру фармакологии Алтайского мединститута почти в течение 30 лет, создал школу научно-педагогических работников (Б. А. Пахмурный, Ю. И. Иванов, Г. Д. Аникин, Б. Я. Варшавский, Н. Б. Сидоренкова, В. М. Брюханов и др.). 
Работал педагогом. Научная деятельность сосредоточена на регуляции водного обмена и функции почек. Под его руководством выполнено 6 докторских и 17 кандидатских диссертаций.
Автор более 200 научных публикаций, в том числе монографий. Награды: медали «За доблестный труд в Великой Отечественной войне 1941—1945 гг.» (1945), «За трудовую доблесть» (1961), «За освоение целинных и залежных земель» (1964), «За доблестный труд. В ознаменование 100-летия со дня рождения В. И. Ленина» (1968), знак «Отличнику здравоохранения» (1970).
После распада СССР иммигрировал в США.